# Pistol Annies
Le Pistol Annies sono un gruppo musicale country statunitense femminile composto da Miranda Lambert, Ashley Monroe e Angaleena Presley.

## Storia
Il trio ha debuttato il 4 aprile 2011 durante l'Academy of Country Music, interpretando il brano che sarebbe stato anche il primo singolo, Hell on Heels. Hanno partecipato ad una delle puntate del programma "Abito da sposa cercasi- Atlanta" per trovare l'abito da sposa di Angaleena Presley.
Il singolo Hell on Heels, pubblicato il 28 giugno 2011, ha raggiunto la posizione numero 55 nella classifica statunitense. La canzone è accompagnata da un video musicale diretto da Becky Fluke che è stato pubblicato a luglio 2011. Il 23 agosto dello stesso anno è stato pubblicato il primo album delle Pistol Annies, Hell on Heels, che ha venduto 44 000 copie nella prima settimana, collocandosi alla quinta posizione della classifica Billboard generale e al primo posto nella classifica country. Nel maggio 2013 hanno pubblicato il loro secondo album, Annie Up.

## Discografia
- 2011 – Hell on Heels
- 2013 – Annie Up
- 2018 – Interstate Gospel
- 2021 – Hell of a Holiday